# Todd Blanchfield
Todd Blanchfield (Mackay, 7 novembre 1991) è un cestista australiano.

## Carriera
Con l'Australia ha disputato i Campionati asiatici del 2017.